# 영호덕분
영호덕분(중국어: 令狐德棻, 병음: Línghú Défēn) (583년 ~ 666년)은 중국 당나라의 역사가였다.
당나라 초기의 대신이자 사학자다. 자는 계형(季馨)이고, 의주(宜州) 화원(華原) 사람이다. 문학과 역사를 두루 섭렵했고 글을 잘 지었다. 수나라 말에는 약성현령(藥城縣令)으로 있었다. 당 고조 이연(李淵)이 군사를 일으키자 그에게 귀순했고, 예부시랑(禮部侍郎)·태상경(太常卿) 등을 지냈다. 당 고조에게 양(梁)·진(陳)·북주(北周)·북제(北齊)·수(隋)나라의 정사를 편찬할 것을 처음으로 주청했고, 직접 ≪주서(周書)≫의 편찬을 맡기도 했다. 당 고종(高宗) 이치(李治) 건봉(乾封) 원년(666년)에 84세로 세상을 떠났다. 저작으로는 ≪오대사지(五代史志)≫·≪태종실록(太宗實錄)≫·≪능연각공신고사(凌煙閣功臣故事)≫ 등이 있다.